# Où? Quand? Comment?
Où? Quand? Comment?  es una película del año 2006.

## Sinopsis
Reflexión sobre el tiempo – que tomamos, que pasa, que no tenemos… - y sobre la espera – de un metro, de un taxi o de una llamada.